# خنووا
خنووا (به لهستانی:  Chynowa) یک روستا در لهستان است که در گمینا پژگوجتسه واقع شده‌است. خنووا ۱٬۱۰۰ نفر جمعیت دارد.